# Королёвка (Костанайская область)
Королёвка (каз. Королёв) — упразднённое село в Бауманском сельском округе Узункольского района Костанайской области Казахстана. В 2019 году включено в состав села Бауманского. Код КАТО — 396633200.
В 18 км к востоку от села находится озеро Шошкалы, в 11 км к юго-востоку Жаман.

## Население
В 1999 году население села составляло 354 человека (168 мужчин и 186 женщин). По данным переписи 2009 года, в селе проживало 212 человек (103 мужчины и 109 женщин).